# モンツァ・サーキット
モンツァ・サーキットは、イタリア北部の都市モンツァにあるサーキット。
正式名称は、アウトドローモ・ナツィオナーレ・ディ・モンツァ（伊: Autodromo Nazionale di Monza）。
自動車競技目的で建設されたサーキットとしては、世界で3番目に古い、歴史あるサーキットである。F1イタリアGPが行われる。

## 概要
イタリアGPが初開催された翌年の1922年に完成したクラシックコース。イギリスのブルックランズ・サーキット（1907年、現在廃止）、アメリカのインディアナポリス・モーター・スピードウェイ（1911年）に続いて、世界で3番目に建設された本格的パーマネントサーキットである。
1980年にイモラで開催された以外は、F1世界選手権が始まった1950年から現在まで毎年F1イタリアGPが開催されている。F1世界選手権の開催数は、世界のグランプリサーキットの中で最も多い。耐久レースでは、スポーツカー世界選手権のモンツァ1000kmも伝統の1戦として開催されていた（2004年から2008年はル・マン・シリーズの1戦）。2021年からFIA 世界耐久選手権（WEC）が開催された。また2020年にはWRC最終戦ラリー・モンツァが行われた。
2輪でも、かつてはロードレース世界選手権イタリアGPの舞台となった。またスーパーバイク世界選手権も開催されていた。

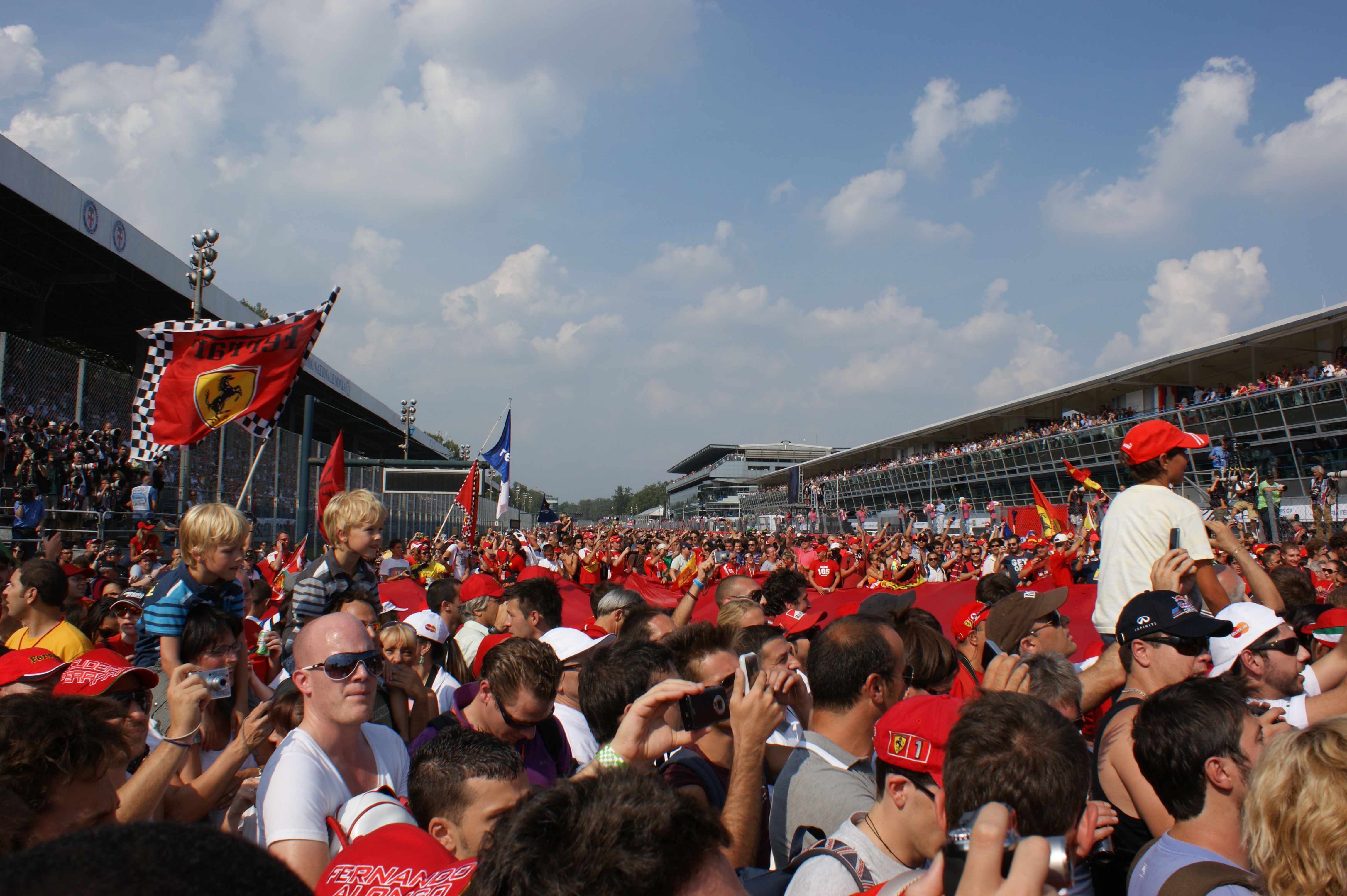
2011年イタリアGP終了後のピット前の光景

サーキットは広さ800ヘクタールという広大なモンツァ国立公園の森林の中にある。フェラーリの地元とあって、イタリアGPにはフェラーリファン（ティフォージ）が大挙押しかけ、情熱的な声援を送る。レース終了後にはグランドスタンドから観客が乱入して、コース上でフェラーリの社章（カヴァッリーノ・ランパンテ）の旗を広げる光景が名物となっている。
4本のロングストレートを3つのシケインと2箇所の複合コーナーで結んだ超高速コースであり、平均速度、最高速度共に現在F1が開催されるサーキットの中で最も速い。2003年にはミハエル・シューマッハがレース平均247.585km/hのF1最速記録で優勝している。周回平均速度はさらに速く、公式コースレコードは264.363km/hでこちらもF1最速である。そして最高速度は350km/hを超え、次点のスパ・フランコルシャンを10km/h以上上回る。2005年予選ではファン・パブロ・モントーヤが372.6km/h、決勝ではキミ・ライコネンが370.1km/hを記録している。
F1の場合、1周におけるアクセル全開率は83%に達し、エンジンパワーが物をいう。空力面ではトップスピードを稼ぐため、モンツァ専用のドラッグの少ない薄く小さなウィングを装着する。その結果、シケインへのブレーキングやコーナリングではダウンフォースが不足するため、マシンの挙動が不安定になりやすい。シケインでは縁石を飛び越えるため、しなやかなサスペンションセッティングが要求される。

## コースレイアウト

### 旧オーバルコース

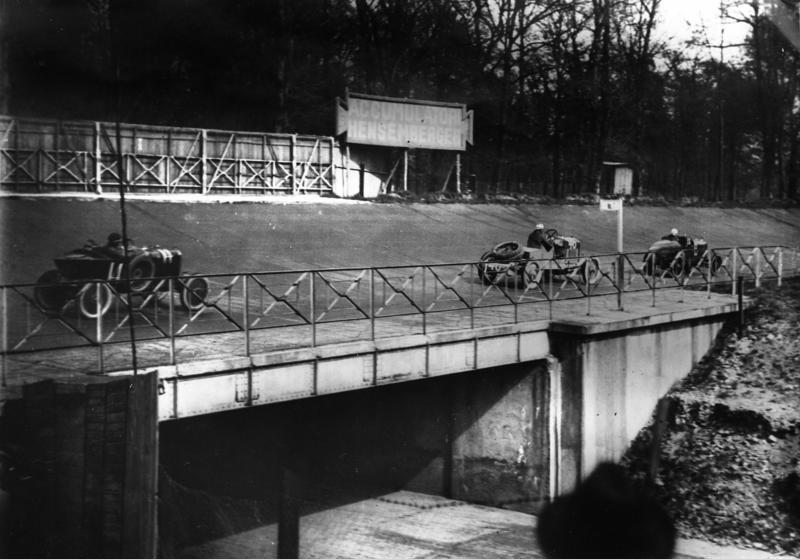
立体交差部分のバンクを通過するマシン（1925年）

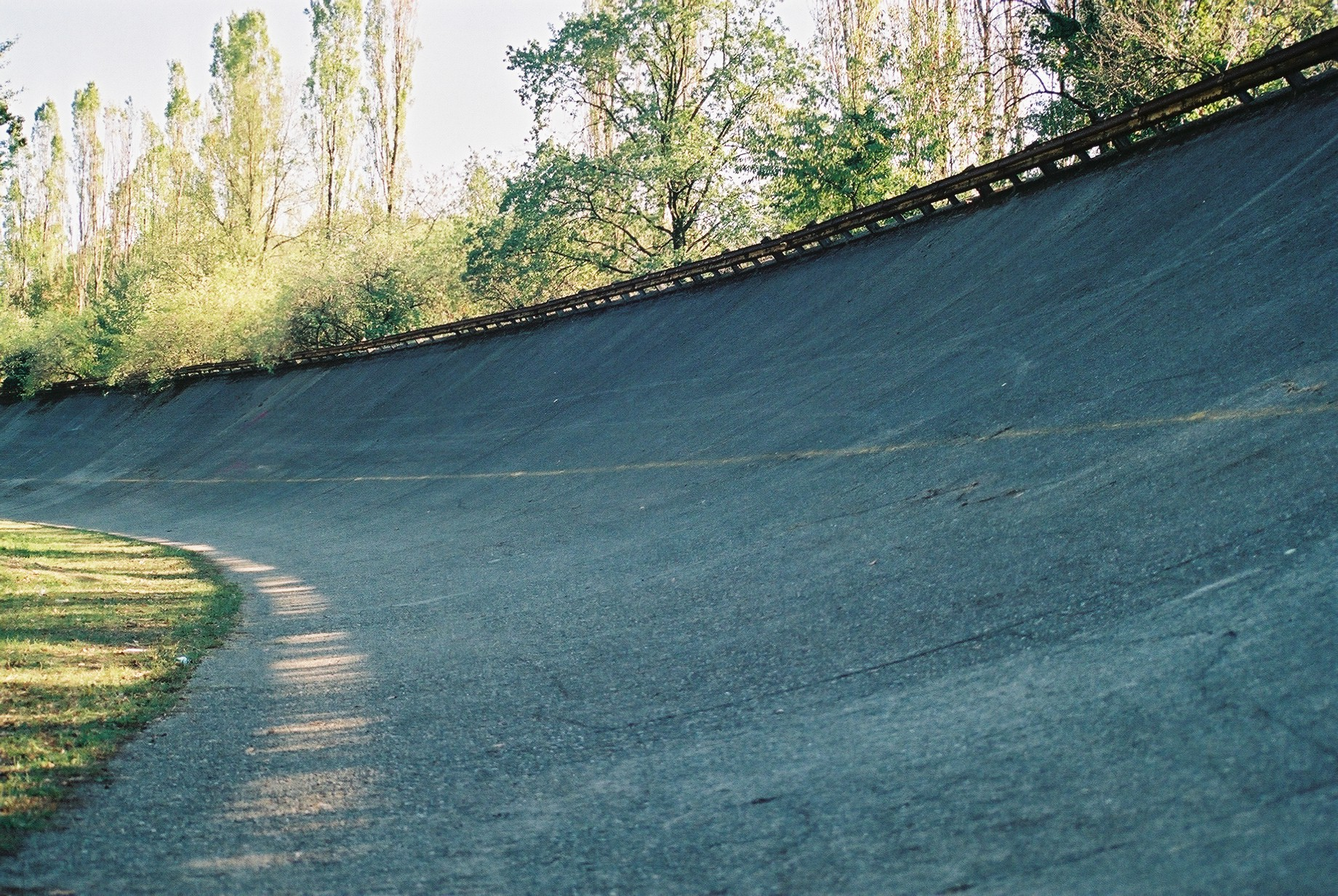
現在もサーキットに残されているオーバルコースのバンク

当初は5.5kmのロードコースと4.5kmのオーバルコースを組み合わせた全長10kmのコースだった。ホームストレートを境にふたつのコースが交互に入れ替わる形で、グランドスタンド側のホームストレートからロードコースを1周し、ピット側のホームストレートからオーバルコースに入る、という方式だった。ロードコースの中間付近（現在のアスカリシケイン手前）には、オーバルコースが頭上を跨ぐ立体交差がある。
安全性への懸念から1939年にオーバルの全面使用を止め、ロードコースにオーバル後半を組み合わせた全長6.3kmのレイアウトに改修された。
1955年にはオーバルのバンク外周部分の高さを10mに引き上げ、5.750kmのロードコースと4.250kmのオーバルを併用する複合コースに戻った。F1イタリアGPではこのレイアウトを4回使用した（1955年,1956年,1960年,1961年）。1957年と1958年には、アメリカからインディ500の出場マシンを招待して、オーバルコースで欧米対抗戦の「レース・オブ・ツー・ワールズ（Race of Two Worlds：通称『モンツァ500』）」が開催された。
バンク部分はマシンに強い荷重が懸かる上に路面の舗装状態が悪く、1960年イタリアGPではイギリス系チームが危険として出場を取り止めている。1961年イタリアGPではヴォルフガング・フォン・トリップスのマシンがロードコースの最終コーナー手前の観客席に飛び込み、フォン・トリップスと観客14名が死亡するという惨事が発生した。以後、F1ではオーバルコースは使用されなくなった。
なお、1967年公開の映画『グラン・プリ』は「複合コースでのイタリアGP開催」という設定のもと撮影されており、オーバルでの超高速バトルの雰囲気を知ることができる。現在は第1シケイン手前や最終コーナー外側にバンクの名残りを見ることができる。
毎シーズン後の人気イベント「モンツァ・ラリーショー」（2020年はWRC公式戦ラリー・モンツァ）では、オーバルの一部にシケインを設置してラリーカーが走行する。

### グランプリコース

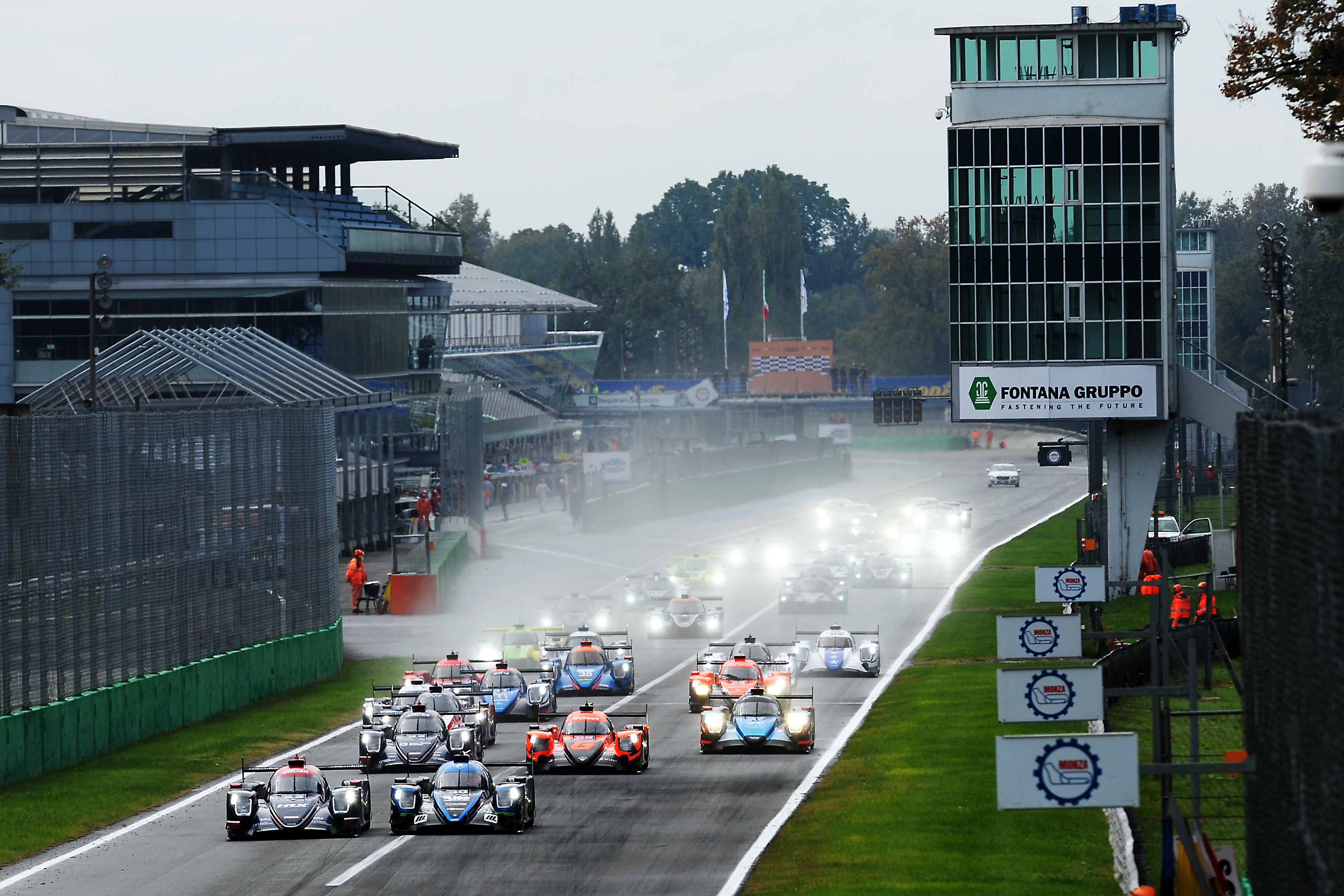
ホームストレート

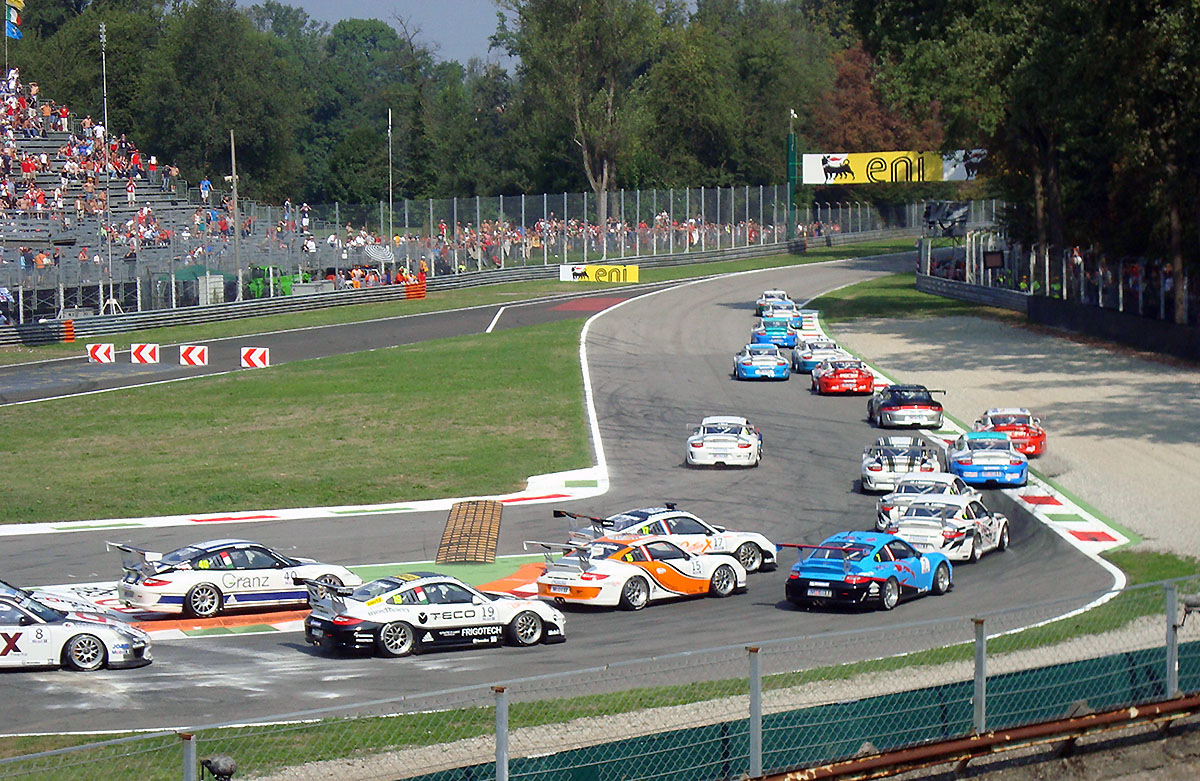
バリアンテ・レティフィーロ

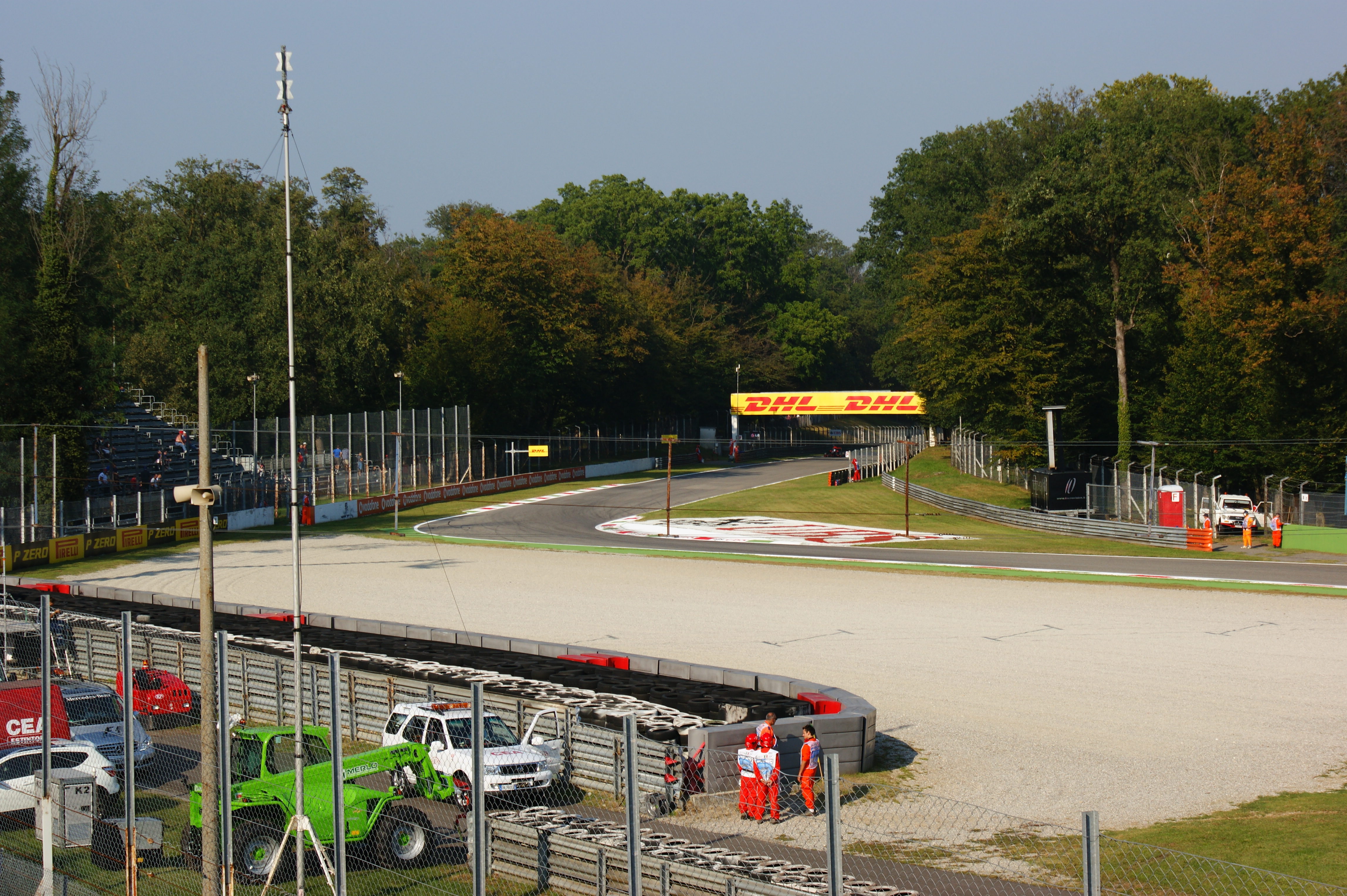
バリアンテ・アスカリ

現在のグランプリコースは1955年に改修された5.750kmのロードコースを原型としている。3つのシケインが設置される以前は、各マシンがスリップストリームを利用しあいながら団子状態で走行し、僅差でゴールするというシーンが多く見られた。前述の1971年イタリアGPは1、2位の差が0.01秒、1～5位が0.61秒差以内というF1史に残る大接戦だった。
ホームストレートは全長1,120mあり、F1開催サーキットの中では上海とヤス・マリーナに次いで3番目に長い。旧バンクコースのストレート部分が重なるのでコース幅も広いが、ピット出口付近から第1シケインに向けて狭くなっていくため、スタート直後の密集状態では接触事故が起こりやすい。1978年イタリアGPでは多重接触事故が起こり、その怪我がもとでロニー・ピーターソンが死亡した。
第1シケインのバリアンテ・レティフィーロは、左・右・左・右と細かく切り返すダブルシケインだったが、2000年より再舗装を施した上で右・左の1個のシケインに簡略化された。2010年には2輪用に2コーナー内側をショートカットさせる形で緩いシケインが設置された。4輪は従来どおりのレイアウトとなる。
緩い右カーブのクルヴァ・グランデを加速し、第2シケインのバリアンテ・ロッジアへの飛び込みはオーバーテイクポイントとなる。ここは入口・出口の縁石にマシンを乗り上げて通過する。続くレズモはふたつのターンが連続する高速複合コーナーだったが、アウト側のエスケープゾーンが狭いため、通過速度を落とすよう変更された。
旧バンク立体交差下を通過し、3つのシケインの中では最も速いバリアンテ・アスカリへ。名称は1955年にアルベルト・アスカリがここで事故死したことに由来する。バックストレートから減速し、最終コーナーのクールヴァ・アルボレート（旧名「パラボリカ」2021年F1イタリアGPの2日目に式典が開催され正式に名称が変更された）にアプローチする。ここはコース幅を目一杯に使い、アウト側の白線に沿って加速しながらホームストレートへと戻る。
通常ピットレーン入口は減速を促すため小さく回り込んだり、クランクを設けたりしているが、モンツァの場合はクールヴァ・アルボレートからピットまでが直線的に繋がっている。F1でピットレーン速度制限が行われる以前は、タイヤ交換時に全速力でピットロードに飛び込む光景が多く見られた。なお、最終コーナーのクールヴァ・アルボレートの背景や各シケインの周辺には以前、スポンサーの巨大な看板が数多く掲げられていて、モンツァの名物の1つであった。
1996年のイタリアGPではシケインの縁石にタイヤを積んだコーナーマーカーが設置されたが、これに接触してダメージを受けるマシンが続出。トップ走行中のデイモン・ヒルも第1シケインのマーカーにぶつかってリタイアする波乱の展開となり、翌年から撤去された。

### ジュニアコース
F1のレースで使用する事は無いが、ホームストレートの途中地点から、アスカリシケインの少し先の地点までショートカットする全長2.4kmのショートコースも存在する。
2017年5月6日、マラソンで人類初の2時間を切るプロジェクト、スポーツ用品ナイキ企画の「ブレーキング2」がモンツァのジュニアコースを使用して開催され、世界のエリート長距離ランナーのエリウド・キプチョゲ・ゼルセナイ・タデッセ・レリサ・デシサの3人が参加し、キプチョゲが非公認扱いながらも2時間00分25秒のマラソン世界最高記録を樹立した。

### 過去のコースレイアウト

1922-1933年
1935-1937年
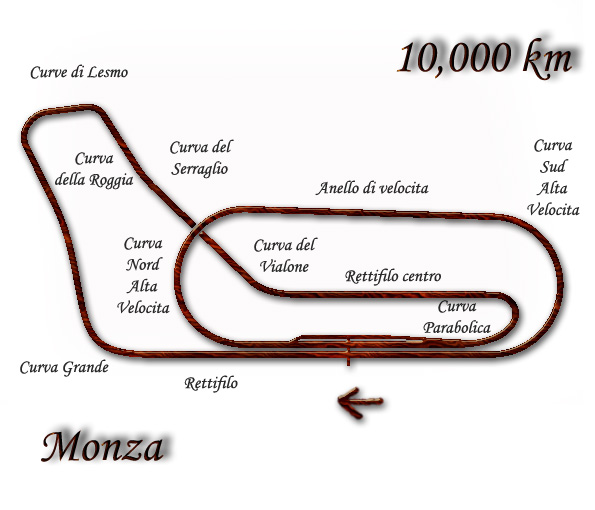
1955年
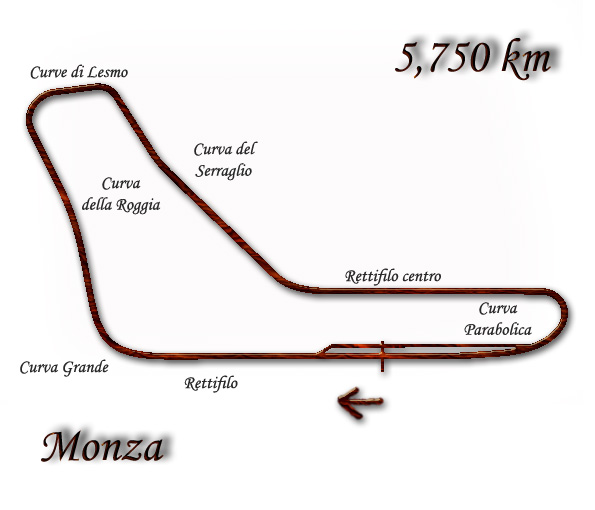
1957年
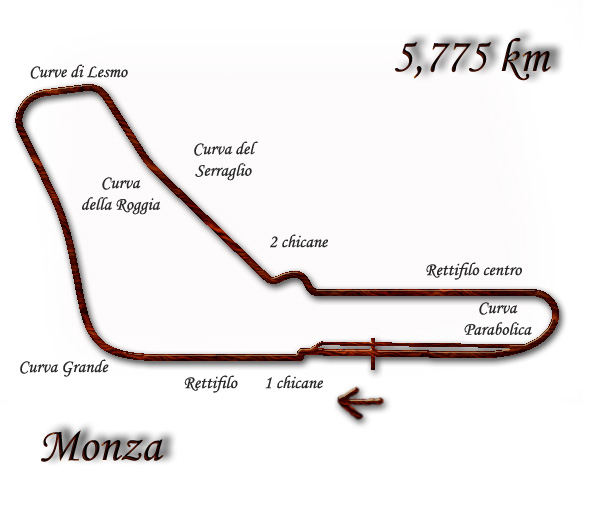
1972年
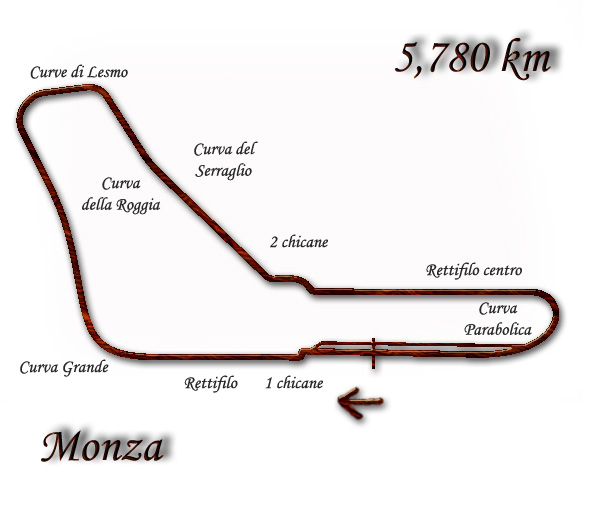
1974年
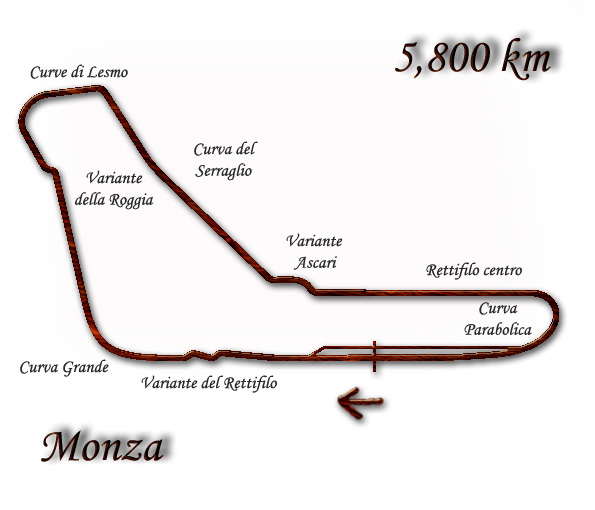
1994年
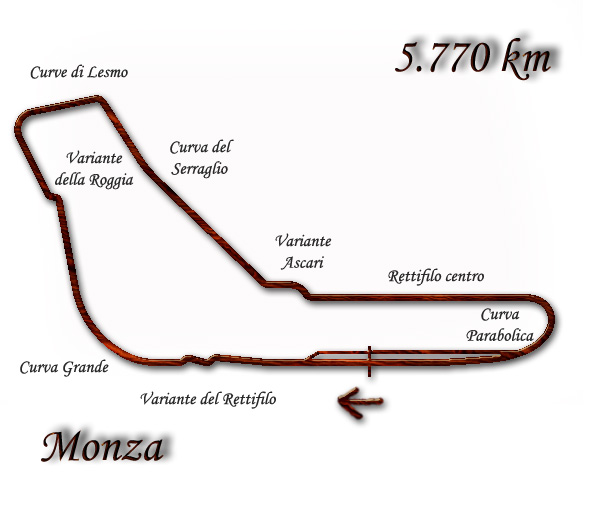
1995-1999年
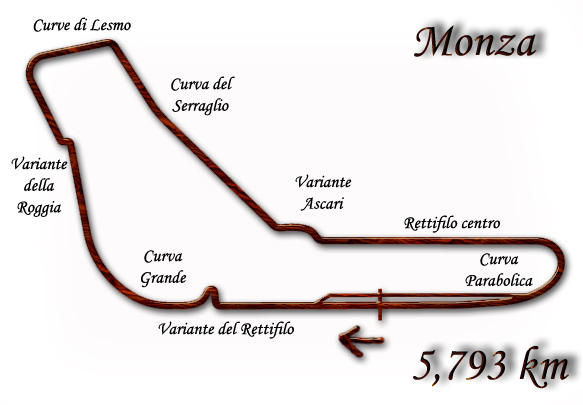
2000年
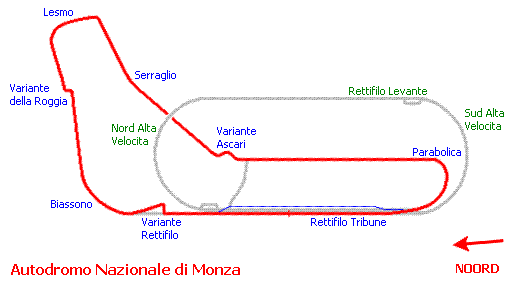
2006年

## データ
- 主な開催イベント : F1、FIA GT選手権、WSB、フィナーリ・モンディアーリ、モンツァ・ラリーショーなど
- 全長 : 5.793km
- コーナ数 : 11
- コースレコード(F1) : 1'18.887（ ルイス・ハミルトン, メルセデス, 2020年9月5日）